# Молоджешть
Молоджешть, Молоджешті (рум. Mologești) — село у повіті Вилча в Румунії. Входить до складу комуни Лалошу.
Село розташоване на відстані 162 км на захід від Бухареста, 69 км на південь від Римніку-Вилчі, 29 км на північний схід від Крайови.

## Населення
За даними перепису населення 2002 року у селі проживали 530 осіб, усі — румуни. Усі жителі села рідною мовою назвали румунську.